# León (øl)
 For alternative betydninger, se León. (Se også artikler, som begynder med León)
León er et mexicansk ølmærke af typen Münchener som produceres af Grupo Modelo. Dette ølmærke er blevet produceret siden 1900, først i det sydøstlige Mexico og derefter spredte det sig rundt i hele landet.